# سهام بادي
سهام بادي (دقاش، 12 جوان 1967- )، هي سياسية تونسية عضوة في حزب المؤتمر من أجل الجمهورية ووزيرة المرأة منذ ديسمبر 2011. عاشت بادي بين 1992 و2008 لاجئة في فرنسا بعد صدور حكم بسنتي سجن ضدها لما كانت ناشطة طلابية في كلية الطب بتونس. عينت في 24 ديسمبر 2011 وزيرة لشؤون المرأة والأسرة في حكومة حمادي الجبالي وبقيت في نفس المنصب في حكومة علي العريض المشكلة في مارس 2013. تعد بادي من أكثر أعضاء الحكومة إثارة الجدل بسبب تصريحاتها وآدائها  ممّا عرضها إلى تصويت بسحب الثقة في المجلس الوطني التأسيسي وفي 29 مارس 2013 اثر حادث اغتصاب طفلة في روضة أطفال غير مرخص لها ألقى متظاهرون غاضبون عشرات الأحذية على واجهة وزارتها  تلميحا لأخذها صور مع أحذية ليلى بن علي، كما تعرضت إلى احتجاجات ضدها في بعض زيارتها  وأثناء ظهورها في شارع الحبيب بورقيبة في عيد الشغل 2013. يشغل شقيقها ازاد بادي مقعدا في المجلس التأسيسي عن دائرة توزر كما لها شقيق ثان يدعى نزار حكم عليه غيابيا ب24 شهر سجنا بتهمة التحيل قبل أن تسقط الدعوى عام 2012 بمرور الزمن.